# MR1
Major histocompatibility complex class I-related gene protein (MR1) je protein neklasické MHC I třídy, který váže metabolity vitamínů (intermediáty riboflavinové syntézy) produkované určitými typy bakterií. MR1 interaguje s invariantními buňkami asociovanými se sliznicí (mucosal associated invariant T cells, MAIT).

## Genová lokalizace
MR1 je protein, který je u člověka kódovaný MR1 genem a je lokalizovanýný na 1. chromozomu. Neklasické MHC molekuly jsou velice často lokalizovány na stejném chromozomu (myš 6. a člověk 17.) a ve stejném lokusu jako klasické MHC molekuly. MR1 je lokalizovaný na jiném chromozomu, detailní genová analýza odhalila, že MR1 je paralog k lokusu na 6. chromozomu u myši. Tento paralog vznikl genovou duplikací. Funkční gen MR1 se nachází napříč savčí říší, což poukazuje na důležitost MR1 molekuly v imunitní odpovědi a také to, že ke genové duplikaci došlo v prvních fázích evoluce obratlovců. 
Mezi myším a lidským MR1 je 90% proteinová homologie ve vazebném místě. MR1 má větší homologii s klasickými MHC I molekulami, než s neklasickými MHC I molekulami. Lidský MR1 protein má 341 amino kyselin a molekulární hmotnost 39 366 Daltonů. 

## Struktura
MR1, stejně jako ostatní MHC I molekuly, je složený z α1, α2 a α3 domény. α1 a α2 spolu interagují a tvoří vazebné místo pro antigen. Ligand vázající kapsa obsahuje aromatické a bazické aminokyseliny, je také velice malá, což nasvědčuje tomu, že může vázat pouze malé molekuly. α3 interaguje s β2 microglobulinem, čímž dochází ke stabilizaci struktury.
Bylo identifikováno několik různých isoforem MR1, mnoho z nich má předčasný terminační kodón, což vede ke vzniku nefuknčních proteinů. MR1B isoforma nemá α3 doménu. α3 doména interaguje s β2 microglobulinem, v případě MR1B, ale není potřeba β2 microglobulinu ke stabilizaci struktury. Tato isoforma takéváže antigen přes α1 a α2 doménu. Některé bakterie jsou schopny cíleně mířit na β2 microglobulin, znemožňovat MHC I prezentaci a tím oslabovat imunitní odpověď během bakteriální infekce. 

## Antigenní prezentace
MR1 protein váže molekuly derivované ze syntézy riboflavinu a prezentují je MAIT. MR1 je téměř nedetekovatelný za fyziologických podnímek, jeho exprese je zvýšena během mikrobiální infekce. Pro stabilizaci MR1 je potřeba vazba antigenu na MR1. MR1 váže intermediáty syntézy riboflavinu. Lidské tělo není schopné syntetizovat většinu vitaminů, a proto prezence intermediátů riboflavinové syntézy je znakem přítomnosti nevlastního v lidském těle. Mnohé bakterie jsou schopny syntetizovat vitamíny.  První objevený ligand MR1 byl 6-formyl pterin (6-FP). 
MR1 je skladován v endoplazmatickém retikulu, kde váže intermediáty syntézy riboflavinu. Po navázání antigenu dochází ke konformační změně MR1, což umožní asociaci β2 microglobulinu k MR1. Celý komplex poté směřuje na buněčnou membránu. 
MR1 stimulace je potřebná pro vývoj MAIT v thymu. Mechanismus antigenní prezentace v thymu není známý.

## MR1 ligandy
Známými MR1 ligandy jsou intermediáty riboflavinové syntézi. Jsou zde ale evidence, že MR1 může vázat i jiné antigeny, neboť MR1 je schopný stimulovat T lymfocyty i v přítomnosti Streptoccocus pyogenes, který není schopen syntetizovat riboflavin. MR1 je důležitý v boji proti nádorům, MR1 T lymfocyty byly schopny selektivně zabíjet nejrůznější nádorové buňky bez přítomnosti bakterií. 

## Klinický význam
Nedávná Crowthenova studie odhalila schopnost MR1 T lymfocytů efektivně zabíjet in vivo i in vitro nejrůznější nádorové buňky a přitom nepoškodit nenádorové buňky. MR1 rozpoznání bylo nezávislé na přítomnosti bakterií. 
MR1 deficientní myši mají sníženou schopnost časné produkce cytokinů a opožděnou rekruitaci T lymfocytů do místa infekce při bakteriálních nákazách. 
Zatím není žádná evidence o autoreaktivních MR1 T lymfocytech a jejich výskytu u autoimunitních onemocněních.